# 王训 (1976年)
王训（1976年3月—），河北辛集人，教育部长江学者特聘教授，清华大学教授。

## 生平
1998年毕业于西北大学化工系，2001年于西北大学获硕士学位，2004年于清华大学获博士学位。博士毕业后留清华大学任教，现任清华大学化学系主任。
主要从事功能纳米材料控制合成、组装及性能研究，入选教育部新世纪优秀人才支持计划、中组部青年拔尖人才支持计划、教育部长江学者奖励计划等。

## 奖励与荣誉
- 2006年，获中国化学会青年化学奖
- 2008年，获国家自然科学奖二等奖（第二完成人）
- 2009年，获第十一届中国青年科技奖
- 2019年，获首届科学探索奖

## 社会兼职
- 中国化学会副秘书长
- 中国化学会青年工作委员会副主任
- 中国化学会纳米化学分会副秘书长
- 中国材料研究学会纳米材料与器件分会副秘书长
- 《科学通报》化学学科编委
- 《化学学报》编委